# Karl-Erik Zimen
Karl-Erik Zimen, född 5 februari 1912 i Berlin, död 1998, var en tysk-svensk kärnkemist.
Zimen som var son till direktör Olof Zimens och Ella Otto, disputerade för doktorsgraden i Berlin 1937. Han var forskningsassistent i Berlin 1935–1939, vid Chalmers tekniska högskola 1939–1941, i Darmstadt 1942–1944, vid Institutet för silikatkemisk forskning i Göteborg 1944–1946, docent i tillämpad kärnkemi och föreståndare för Atomkommitténs institut för kärnkemi vid Chalmers tekniska högskola 1946–1956, speciallärare vid Chalmers tekniska högskola 1954–1956, kurslärare i medicinsk kärnkemi vid Göteborgs universitet 1954–1956, professor i kärnkemi vid Technische Universität Berlin och direktör för Hahn-Meitner-Institut für Kernforschung, Sektor Kernchemie, där från 1957. Han tilldelades professors namn 1956. Han var främst intresserad av radioaktiva ädelgasers egenskaper i fasta material och författade bland annat en lärobok i kärnkemi.